# شریف (بالاکن)
شریف (به لاتین: Şərif) یک منطقه مسکونی در جمهوری آذربایجان است که در شهرستان بالاکن واقع شده است. شریف ۳۲۳۱ نفر جمعیت دارد.